# Fania Marinoff
Fania Marinoff (en ruso: Фаня Маринов; 20 de marzo de 1890 - 17 de noviembre de 1971) fue una actriz ruso-estadounidense.

## Biografía
Marinoff nació en Odesa (Rusia) dentro de una familia de raíces judías, siendo el decimotercer hijo y séptima de las mujeres de Mayer y Leah Marinoff, quienes fallecieron poco después de que ella nació. Apodada Fanny cuando era niña, a la edad de 6 años Marinoff fue llevada de contrabando a bordo de un barco de pasajeros abarrotado que se dirigía a América. Marinoff llegó a Boston (Massachusetts) donde vivía desnutrida y sin educación. A la edad de 8 años fue enviada a vivir con su hermano mayor, Michael, en Denver (Colorado). Mientras vivía con Michael y su esposa, Marinoff fue torturada regularmente, encerrándola en habitaciones oscuras infestadas de ratas durante horas y horas. Un año más tarde, a la edad de 8 años, Marinoff debutó en el escenario como un niño pequeño en la obra Cyrano de Bergerac en el Teatro Elitch. Esto significó el comienzo de lo que sería una carrera de 50 años como actriz.
En 1914, se casó con el escritor y fotógrafo estadounidense Carl Van Vechten. Los dos se conocieron por primera vez en el verano de 1912 en la ciudad de Nueva York a través de amigos comunes. Poco después de conocerse, los dos rápidamente formaron un fuerte vínculo. Durante el primer año juntos, Van Vechten le dijo a Fania que ella era más de lo que él podría haber soñado, agregando que era "la única que he encontrado que me satisface completamente". Desde el principio de su relación, Marinoff era consciente de los deseos homosexuales de Van Vechten. Aunque Marinoff había logrado un gran reconocimiento antes de conocer a Van Vechten, una vez casada, la actriz se encontró viviendo a la sombra de él. Para muchos era conocida simplemente como "la esposa de Carlo". La pareja jugó rápidamente un papel prominente en el proceso cultural conocido como Renacimiento de Harlem. La autora Nella Larsen dedicó su novela Passing a Marinoff y Van Vechten.
Aunque Marinoff no era una judía practicante, ella era muy religiosa y su identidad religiosa estaba centrada en el judaísmo.
Marinoff interpretó papeles secundarios y protagónicos en docenas de obras de teatro en Broadway entre 1903 y 1937, siete películas mudas estadounidenses entre 1914 y 1917, y tres cortometrajes en 1915.
Su carrera como actriz y bailarina se extendió por casi 50 años. Comenzó su trabajo con roles de soprano soubrette a los 13 años de edad y su carrera prosperó cuando se convirtió en actriz principal en la organización teatral Greenwich Village Players. Fue principalmente conocida por sus papeles en las películas One of Our Girls (1914), The Galloper (1915) y Life's Whirlpool (1916), mientras que en el teatro interpretó el papel principal en la versión original de la obra Karen(1918), y fue reconocida por su trabajo en Antony and Cleopatra (1937) y Pillars of Society (1931).
La actriz tomó un descanso de 8 años dentro de su carrera, que cesó 1932, debido a su consumo excesivo de alcohol, según le indicó a un entrevistador. En los últimos años de su carrera, se ofreció como voluntaria en la Stage-Door Canteen para entretener a las tropas desde 1942 hasta 1945. Después de retirarse de la actuación, Marinoff y su esposo siguieron siendo activos en los círculos artísticos, organizando fiestas para amigos y otras figuras famosas (como Georgia O'Keefe o Gertrude Stein) de aquel entonces, hasta que su marido falleció en 1964.
Marinoff falleció de neumonía en 1971, en Englewood (Nueva Jersey).

## Filmografía
- The Rise of Jenny Cushing (1917) - Marie
- New York (1916) - Edna Macey
- Life's Whirlpool (1916) - Trina Sieppe
- Nedra (1915) - Lady Tenny
- The Galloper (1915) - Ex-Mrs. Warren
- The Money Master (1915) - Jenny Moran
- The Unsuspected Isles (1915) - Princess Castelene
- A Ringer for Max (1915)
- The Lure of Mammon (1915) - Dorinda Ladue
- One of Our Girls (1914) - Julie Fonblanque